# Conférence des évêques catholiques du Liberia
La Conférence des évêques catholiques du Liberia (en anglais : Catholic Bishops’ Conference of Liberia) est une conférence épiscopale de l’Église catholique qui rassemble l’ensemble des ordinaires du Liberia.
Elle est membre de la Conférence épiscopale régionale de l’Afrique de l’Ouest (RECOWA-CERAO) et du Symposium des conférences épiscopales d’Afrique et de Madagascar, (SECAM-SCEAM). Son président est après 2017 Anthony Fallah Borwah (fi).

## Membres

### Présidents
Le président de la conférence est en 2023 Anthony Fallah Borwah (fi), évêque de Gbarnga, depuis 2017.
Il y a précédemment eu :
- Michael Kpakala Francis, archevêque de Monrovia, de 1999 à 2005 (notons qu’il avait auparavant présidé la Conférence inter-territoriale des évêques catholiques de Gambie et Sierra Leone, alors qu’il était à la tête du même archidiocèse, donc avant la création de la présente conférence) ;
- Lewis Jerome Zeigler, évêque de Gbarnga puis archevêque de Monrovia, de 2005 à 2017.

## Sanctuaires
La conférence n’a pas, en 2023, désigné de sanctuaire national.